# Позориште (часопис)
Позориште (1871—1908) је лист Српског народног позоришта који је, изузев 1880. и 1883, излазио у континуитету 37 година. Оснивач и уредник Позоришта био је Антоније Хаџић.

## Оснивање часописа
Након што је Српско народно позориште 1871. године успело да се избори за своју прву зграду - Грађанску дворану, на иницијативу Антонија Хаџића, управитеља српске народне позоришне дружине - Друштво за Српско народно позориште почиње да издаје лист који је првенствено имао за циљ да се публици скрене што већа пажња на само позориште. Наиме, у њему су писани чланци о одиграним позоришним представама, изведбама глумаца, као и најаве будућих представа. Истовремено, био је то и репертоар СНП-а и часопис о позоришној уметности. Ту су писани прикази и критике о појединим премијерама. У тим критикама, ако се о неком комаду писало са извесним замеркама, чињено је то обично уздржано, умереним тоном, да се не би Позоришту нанела штета. Лист је у уредништву Антонија Хаџића почео да излази 26. децембра 1971. Осим 1880. и 1883, излазио је у већем или мањем обиму бројева све до 1908. године.

## Издања
У почетку је, током борављења и ангажовања Позоришног ансамбла СНП-а у Новом Саду, лист излазио четири пута недељно, а на последњој страни би био плакат представе у најави. Када је СНП почетком маја 1872. завршило с приређивањем представа у Новом Саду и отпутовало на гостовање у Вуковар, уредник Антоније Хаџић се побринуо да Листу обезбеди излажење и у периодима када се позоришна дружина налазила ван Новог Сада - на гостовањима. За уредника је тада постављан Јован Бошковић, који је од почетка маја 1872. до марта 1875. на уредничким пословима Позоришта био веома ангажован. Лист је тада излазио два пута месечно.
Први број Позоришта које је изашло 26. децембра 1871. и цело годиште 1872. штампани су на формату 26 x 20 цм, од 1873. до 1885. на формату 31 x 24 цм, а од 1886. до 1908. на формату 33 x 24 цм.
После јединог броја из 1908. лист Позориште је престао да излази.

## Значај
Позориште, је кроз дуги низ свог опстанка, окупило око себе добре сараднике, рецензенте и критичаре; прикупило је обилну грађу за историју српског позоришта; доносило је извештаје о раду и стању Српског народног позоришта, као и расправе о позоришној уметности, биографије и некрологе глумаца, обрачуне месних позоришних одбора о даваним представама, а објављивало је и позоришне комаде.

## Ново Позориште
Две године након излажења последњег броја Хаџићевог Позоришта (које је било орган Друштва за Српско народно позориште), поново га је, под истим именом, покренуло Српско учитељско деоничарско друштво „Натошевић“ у Новом Саду са Јованом Грчићем као уредником. У новембру 1909. изашло је 8 бројева Листа на којима се година излажења надовезивала на раније Позориште, јер је ново уредништво хтело настави рад овог Хаџићевог листа . Међутим, Управни одбор Друштва за Српско народно позориште је Грчићу оспорио право да преузме име и надовеже се на његова ранија годишта тако да је Јован Грчић од 21. XI 1909. издавао Лист под именом Ново Позориште.